# Diaphorencyrtus harrisoni
Diaphorencyrtus harrisoni är en stekelart som först beskrevs av Robinson 1960.  Diaphorencyrtus harrisoni ingår i släktet Diaphorencyrtus och familjen sköldlussteklar. Inga underarter finns listade i Catalogue of Life.